# Битва при Сомосьерре
Битва при Сомосьерре — сражение Наполеоновских войн, произошедшее 30 ноября 1808 года, в период занятия Наполеоном Испании.

## Описание
Осенью 1808 года, Наполеон с главными силами своей армии двигался на Мадрид. К этому времени, испанская королевская семья уже находилась в плену у Наполеона, так что Испания оставалась без управления. Для обороны столицы генерал Бенито де Сан-Хуан имел около 20 тысяч человек, которых рассредоточил на подступах к городу. Около 8000 человек, во главе с самим генералом Сан-Хуаном, перекрывая наиболее вероятный маршрут движения наполеоновских войск, находились в теснине Сомосьерра в горах Гвадаррамы. Через Сомосьерру проходила единственная узкая дорога через горный хребет, неоднократно поворачивающая в ущелье. На этой дороге генерал Сан-Хуан расставил 16 пушек в четыре линии, каждую — в конце нового поворота, так что участок дороги через Сомосьерру оказался полностью простреливаемым испанской артиллерией на протяжении нескольких километров. Из-за возвышавшихся вокруг гор, атаковать пушки, прикрытые пехотой, было возможно только в лоб, так что генерал Сан-Хуан счёл свою позицию неприступной.

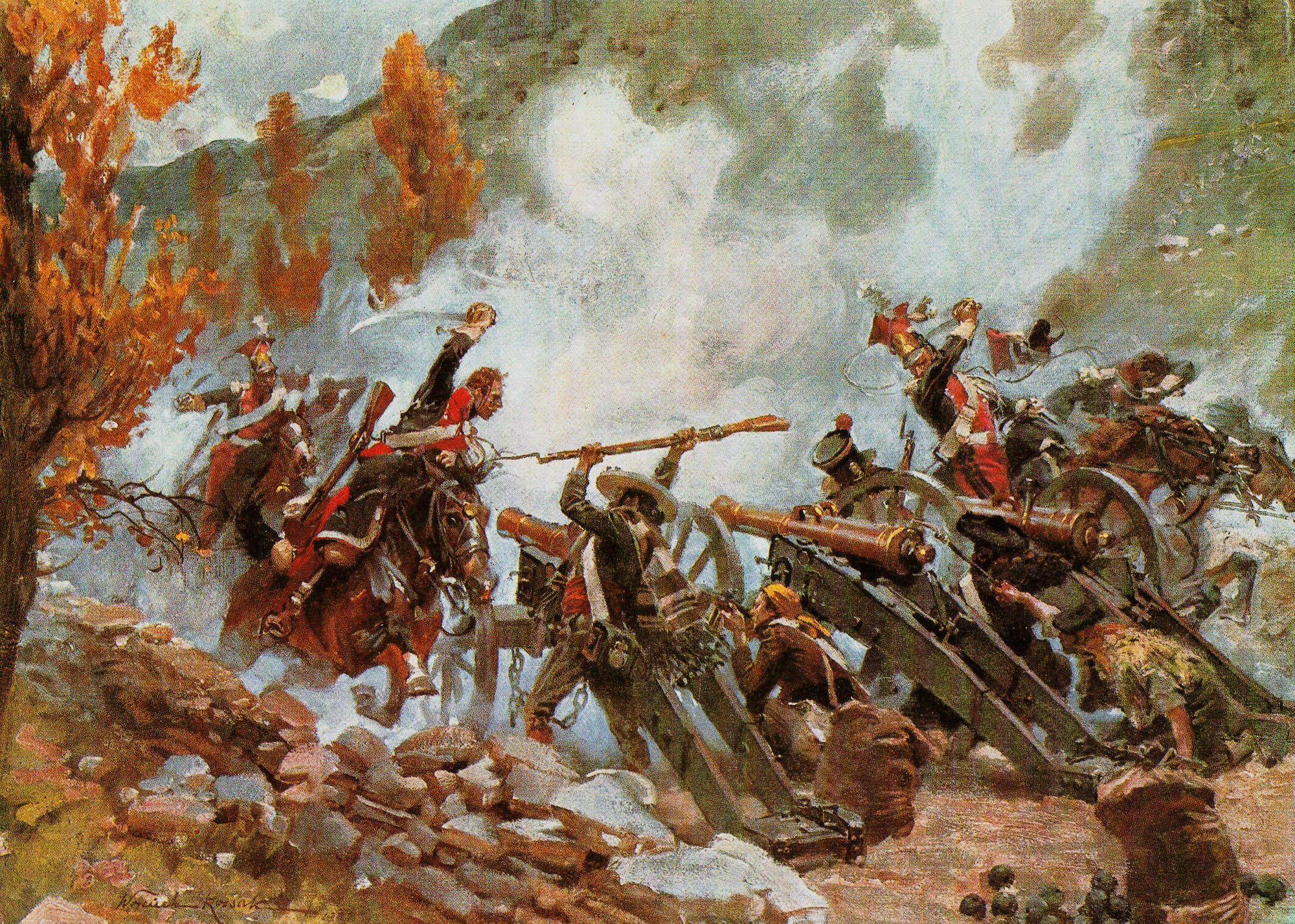
Войцех Коссак. Битва при Сомосьерре.

30 ноября 1808 года армия Наполеона подошла к Сомосьерре. Сам Наполеон со своим штабом и кавалерийским эскортом двигался впереди колонн. Первыми на испанские пушки наткнулся эскадрон Конных егерей императорской гвардии, во главе с известным в будущем мемуаристом, Филиппом де Сегюром. Обстрелянный испанцами эскадрон вынужден был отступить, причем ядра пролетали в опасной близости от Наполеона и его штаба.
Наполеон, однако, не желал ждать. Его армия растянулась на марше, так что рядом с императором находился только второй эскадрон эскорта, взятый из полка гвардейских польских улан, во главе с шефом эскадрона Яном Козетульским. Остальная часть полка во главе с Викентием Красинским, одним из любимых кавалеристов Наполеона, а после его отречения — российским генералом от кавалерии, сохранившим верность царю Николаю Первому в ходе Польского восстания 1830 года, ещё находилась на марше, и присоединились к атаке позже.

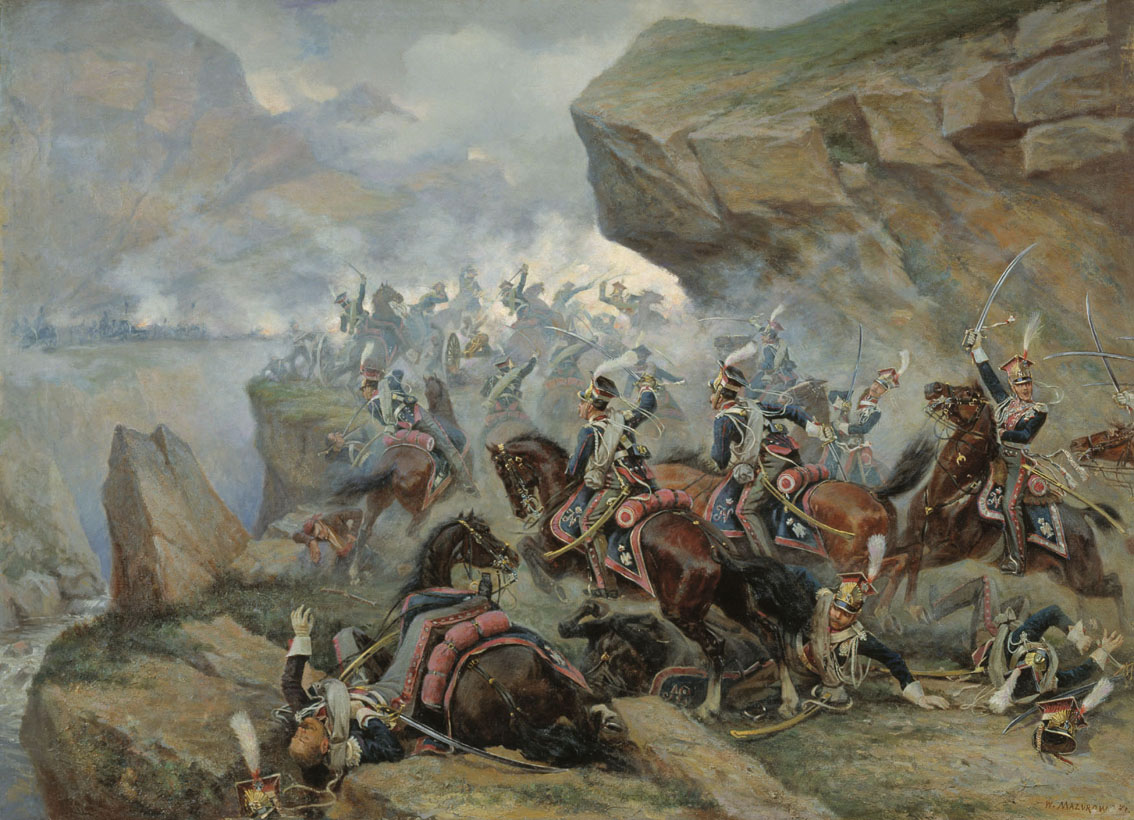
Виктор Мазуровский. Атака при Сомосьерре.

Именно эскадрону Козетульского (по разным данным, от 125 до 200 человек с небольшим вооружённых пиками кавалеристов) Наполеон отдал приказ атаковать в лоб последовательность из четырёх батарей. «Поляки, возьмите мне эти пушки» сказал император удивлённому Козетульскому. Один из находившихся рядом офицеров, услышав приказ, возразил императору, что это невозможно. «Как? Невозможно? Я не знаю такого слова! Для моих поляков нет ничего невозможного!» ответил император, и Козетульский пустил эскадрон в галоп.
С боевым кличем (по разным версиям, «Да здравствует император!» или «Вперёд, сукины дети! На вас смотрит император!») Ян Козетульский направил эскадрон на первую батарею, и смёл её, несмотря на ураганный огонь. Уже в этот момент под Козетульским была убита лошадь, и дальше эскадрон повёл лейтенант Дзевановский. Пройдя поворот и неся значительные потери, поляки сшибли вторую батарею, а затем третью. На третьей батарее лошадь была убита и под Дзевановским, а третий офицер — лейтенант Ниголевский ранен саблей, но тем не менее конница неслась дальше и четвёртая батарея была взята вслед за тремя первыми.
Между тем, французская пехотная дивизия генерала Франсуа Рюффена, подойдя к месту событий, прошла мимо четырёх больше не представлявших опасности батарей и довершила победу. Линия испанской обороны перед Мадридом пала. 4 декабря 1808 года, французы, более уже не встретив серьёзного сопротивления, вошли в Мадрид.

## Влияние на культуру
Сражение при Сомосьерре со временем стало легендарным событием как наполеоновской эпопеи, так и польской национальной истории. Оно стало своеобразной визитной карточкой польских улан Наполеоновской гвардии, и было отражено в большом количестве произведений на польском языке, включая упоминание в стихах Адама Мицкевича, прозу Вацлава Гонсёровского и балладу Яцека Качмарского. В 1860 году Я. Суходольский написал картину «Битва при Сомосьере», в настоящее время находящуюся в Национальном музее в Варшаве.
В ходе Гражданской войны в России, польские кавалеристы пели песню «Wizja szyldwacha», рефреном которой были строки о Сомосьерре. В ходе Второй Мировой Войны, гимном польских солдат стала песня «Красные маки на Монте-Кассино», где тоже упоминается Сомосьерра. В современной Варшаве название сражения высечено на одном из пилонов Могилы неизвестного солдата.

## Польские офицеры

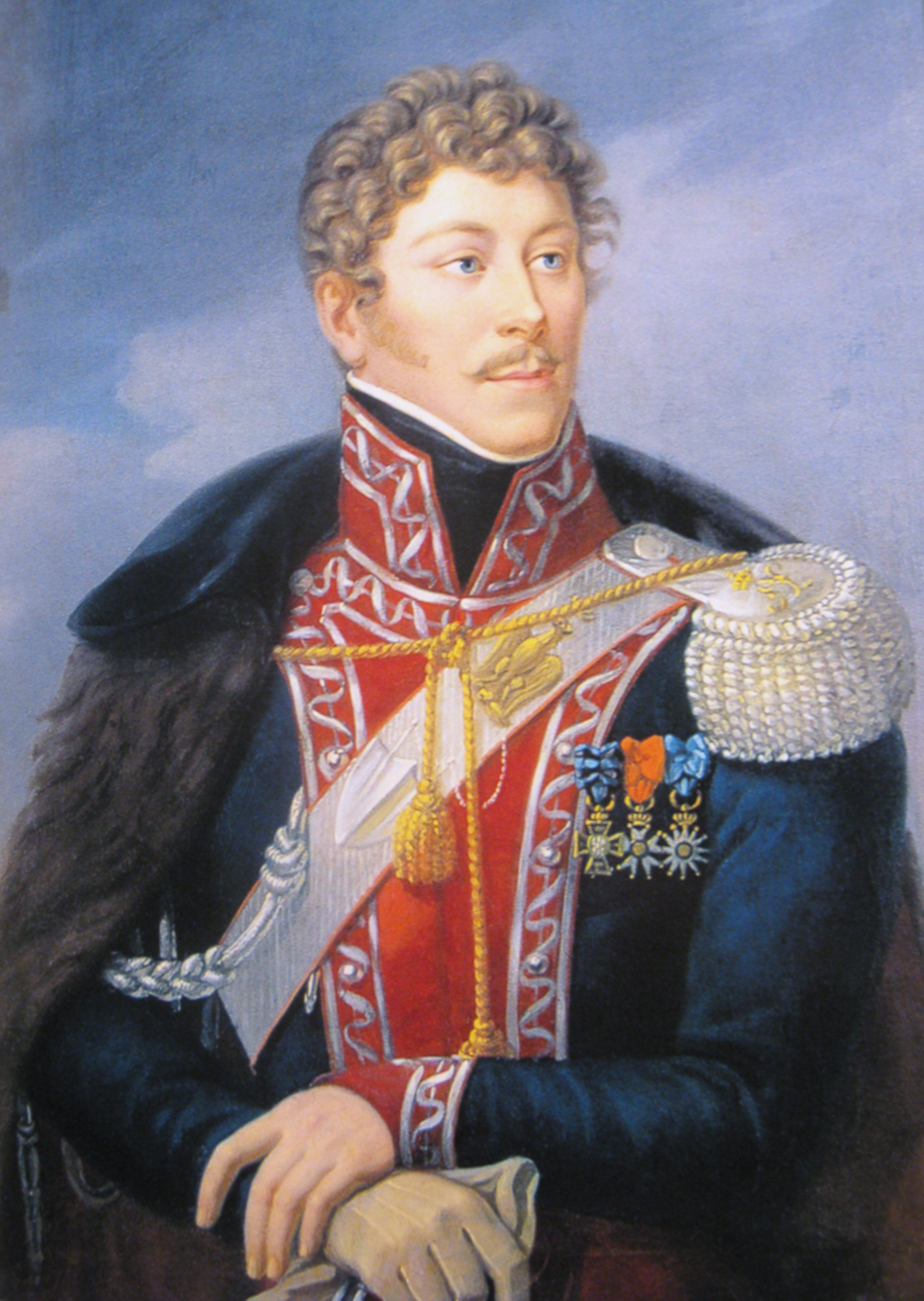
Ян Козетульский
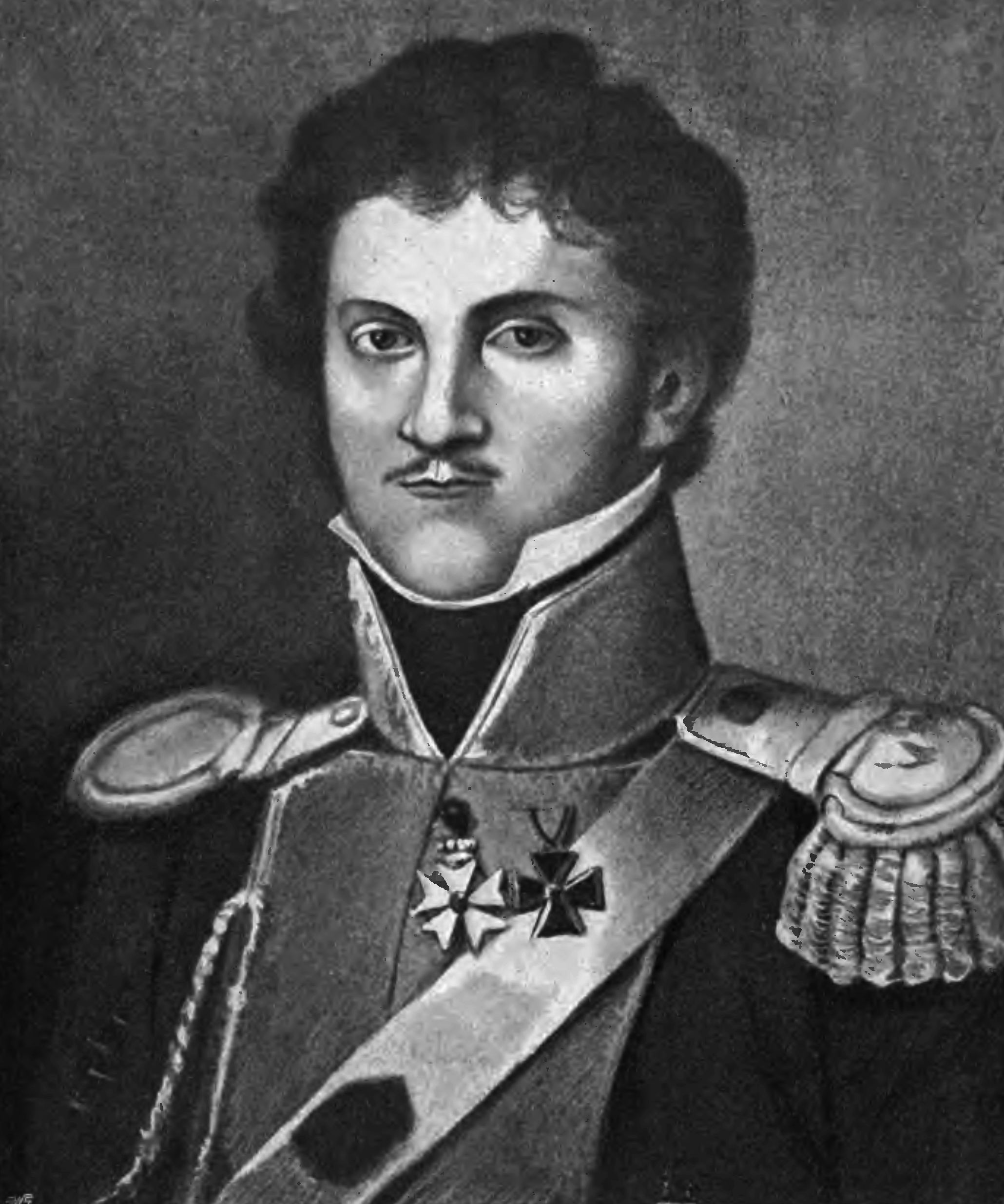
Анджей Ниголевский
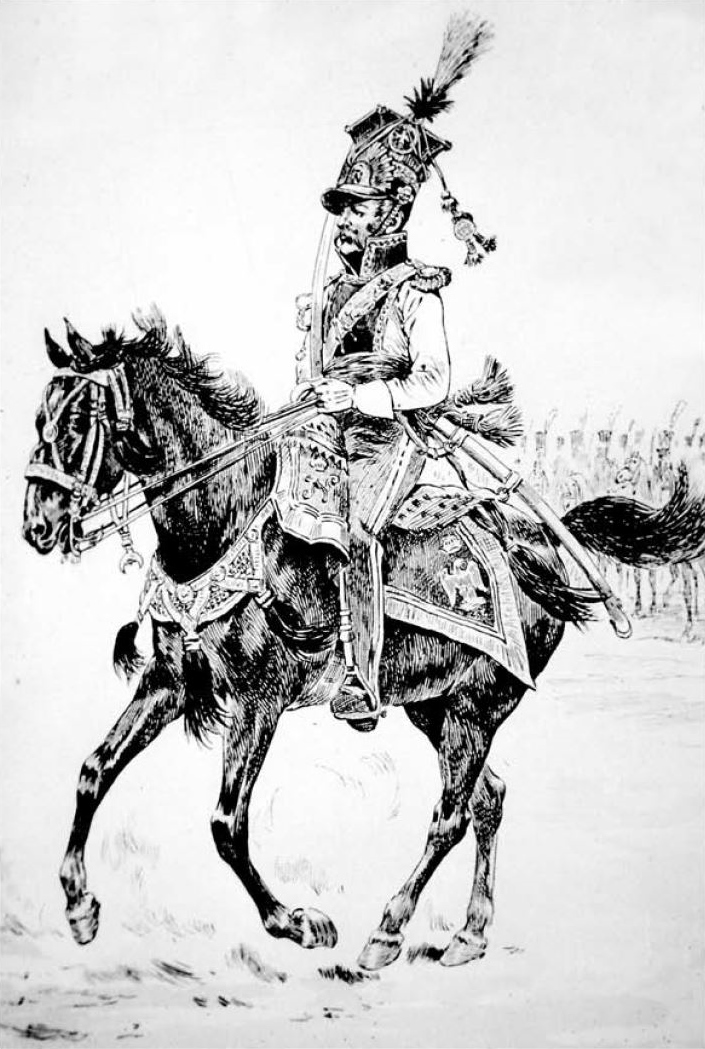
Викентий Красинский, командир полка

## Публикации источников
- XIII Bulletin de Armée d'Espagne. Paris: Édition Nationale, 1923.
- Rocznik Woyskowy Królestwa Polskiego na rok 1825. Warszawa: W Litog. Sztabu Kwaterm. Gł. Woyska, Reprint 1990.
- Memoirs of a Polish Lancer: The Pamiętniki of Dezydery Chlapowski (Ancient Empires Series). Tim Simmons (tłum. ang.). Chicago: Emperor's Press, 1992. ISBN 0-9626655-3-3.
- Józef Załuski: Wspomnienia o pułku lekkokonnym polskim gwardyi Napoleona I, przez cały czas od zawiązania pułku w r. 1807, aż do końca w roku 1814 przez Józefa Załuskiego, byłego jenerała brygady w głównym sztabie wojska polskiego; niegdyś oficera i szefa szwadronu rzeczonej gwardyi cesarza Francuzów. Biblioteka Polska, 1865.